# Sonate K. 253
La sonate K. 253 (F.201/L.320) en mi bémol majeur est une œuvre pour clavier du compositeur italien Domenico Scarlatti.

## Présentation
La sonate K. 253, en mi bémol majeur, notée Allegro, forme une paire avec la sonate précédente.
Douée d'une « forte saveur baroque », Carlo Grante considère la sonate comme l'une des plus intéressantes de Scarlatti. Les mesures les plus caractéristiques sont la séquence des mesures 29 à 42, avec ses inexorables octaves répétées. L'accord sur lequel repose cette section est une seconde inversion assez peu orthodoxe d'une tierce mineure, développée d'une manière très peu conventionnelle. Gian Francesco Malipiero note pour sa part la ressemblance avec Beethoven.

## Manuscrits
Le manuscrit principal est le numéro 18 du volume IV (Ms. 9775) de Venise (1753), copié pour Maria Barbara ; les autres sont Parme VI 8 (Ms. A. G. 31411). Une copie figure à Saragosse (E-Zac), source 2, ms. B-2 Ms. 31, fos 63v-65r, no 32 (1751–1752).

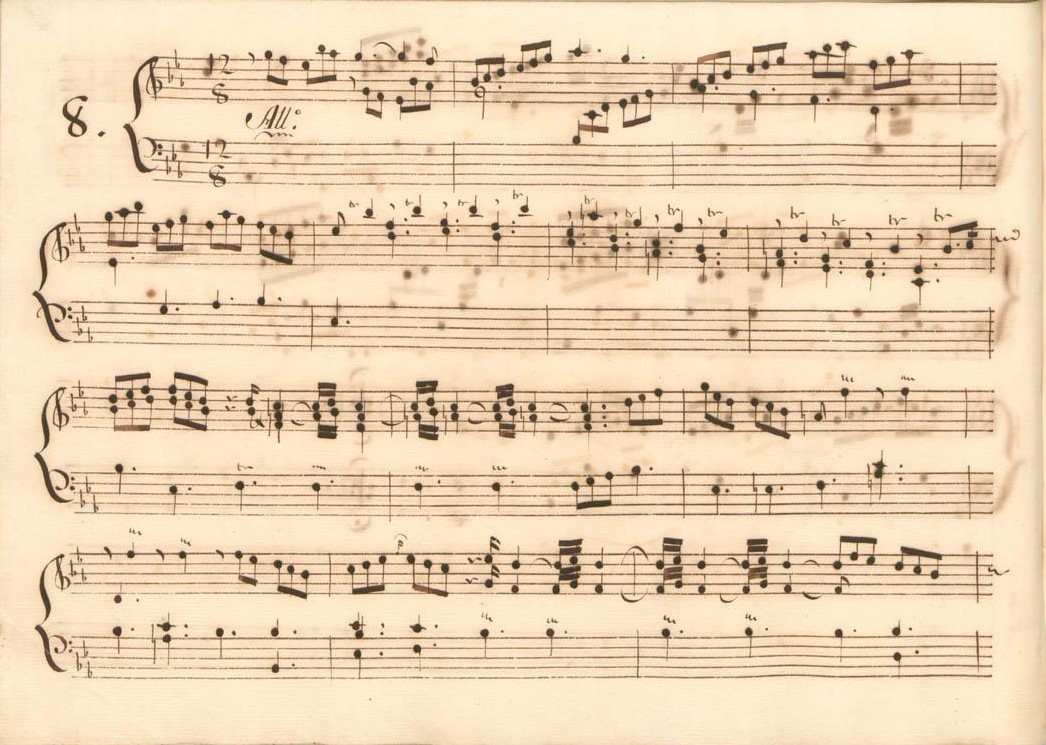
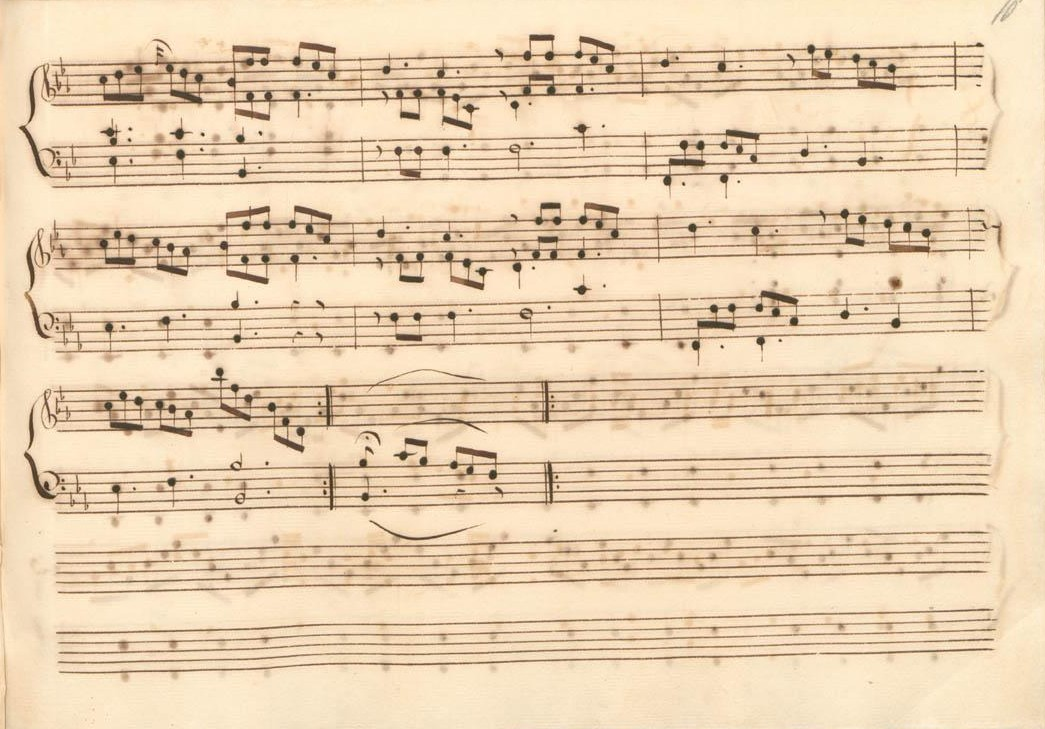
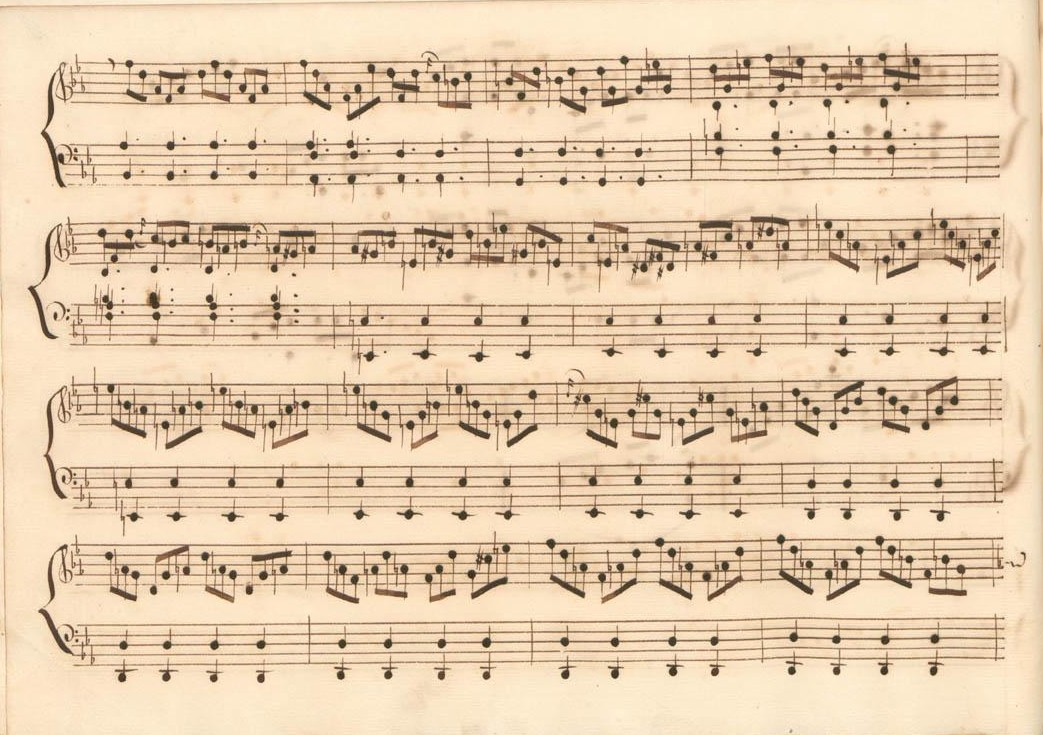
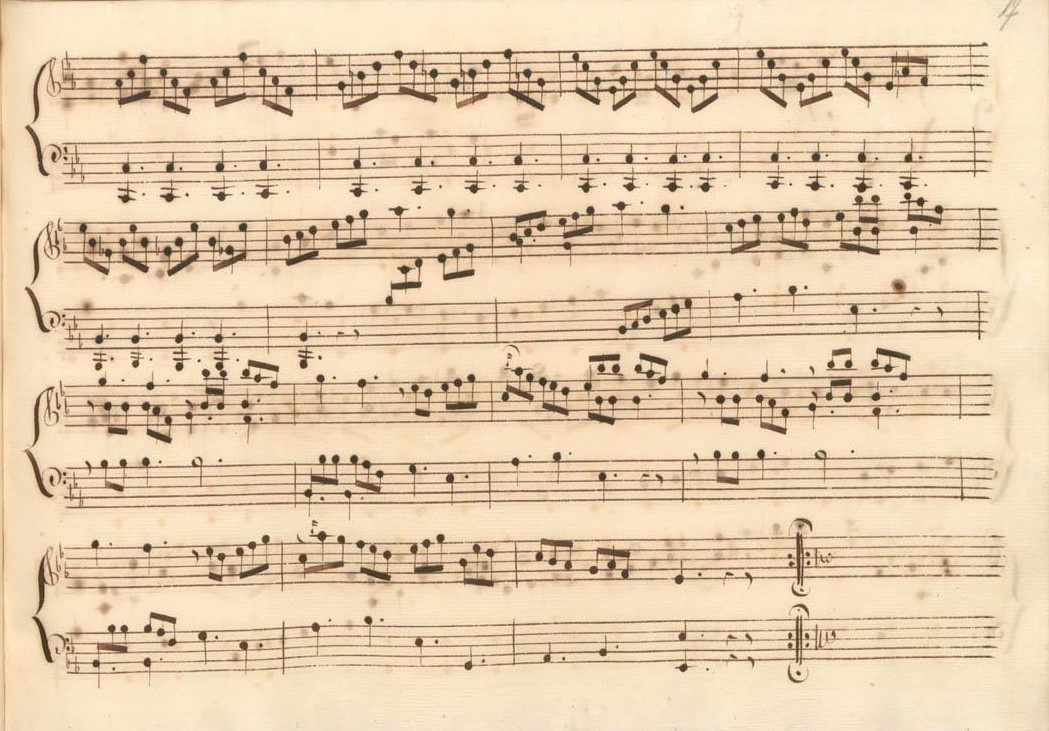

## Interprètes
La sonate K. 253 est défendue au piano, notamment par Carlo Grante (2012, Music & Arts, vol. 3), Orion Weiss en 2013 (Naxos, vol. 15) et Lucas Debargue (2019, Sony) ; au clavecin, elle est jouée par Gustav Leonhardt (1978, Seon/Sony), Scott Ross (1985, Erato), Richard Lester (2002, Nimbus, vol. 2), Pieter-Jan Belder (Brilliant Classics, vol. 6), Skip Sempé (2007, Paradizio), Pierre Hantaï (2016, Mirare, vol. 5), Andrés Alberto Gómez (2018, Vanitas) et Lillian Gordis (2018, Paraty).

## Sources
: document utilisé comme source pour la rédaction de cet article.
- (en) Gian Francesco Malipiero, « Domenico Scarlatti », The Musical Quarterly, vol. 13, no 3,‎ juillet 1927, p. 476–488 (ISSN 0027-4631, OCLC 5556274472, lire en ligne)
- Ralph Kirkpatrick (trad. de l'anglais par Dennis Collins), Domenico Scarlatti, Paris, Lattès, coll. « Musique et Musiciens », 1982 (1re éd. 1953 (en)), 493 p. (ISBN 978-2-7096-0118-4, OCLC 954954205, BNF 34689181).
- Alain de Chambure, « Domenico Scarlatti, Intégrale des sonates — Scott Ross », Erato/Éditions Costallat (2564-62092-2 (livret : 2292-45309-2)), 1985 (OCLC 891183737) .
- (en) W. Dean Sutcliffe, The Keyboard Sonatas of Domenico Scarlatti and Eighteenth-Century Musical Style, Cambridge / New York, Cambridge University Press, 2008, xi-400 (ISBN 978-0-521-07122-2, OCLC 1005658462, BNF 42017486, présentation en ligne).
- (en) Carlo Grante, « Domenico Scarlatti, intégrale des sonates pour clavier (vol. 3) », Music & Arts (CD-1292), 2013 (OCLC 907929504) .
- (es) Celestino Yáñez Navarro (thèse), Nuevas aportaciones para el estudio de las sonatas de Domenico Scarlatti. Los manuscritos del Archivo de Música de las Catedrales de Zaragoza, Université autonome de Barcelone, 2016 (lire en ligne)